# Michal Očenáš
Michal Očenáš (Žilina, 7 januari 1991) is een Slowaaks voetbalscheidsrechter. Hij is in dienst van FIFA en UEFA sinds 2017. Ook leidt hij sinds 2015 wedstrijden in de Fortuna Liga.
Op 23 mei 2015 leidde Očenáš zijn eerste wedstrijd in de Slowaakse nationale competitie. Tijdens het duel tussen Spartak Myjava en MFK Ružomberok (1–1) trok de leidsman viermaal de gele kaart. In Europees verband debuteerde hij op 29 juni 2017 tijdens een wedstrijd tussen KÍ Klaksvík en AIK Fotboll in de eerste voorronde van de UEFA Europa League; het eindigde in 0–0 en Očenáš trok eenmaal de gele kaart. Zijn eerste interland floot hij op 7 oktober 2020, toen Polen met 5–1 won van Finland. Kamil Grosicki (driemaal), Krzysztof Piątek en Arkadiusz Milik scoorden voor Polen en namens Finland kwam Ilmari Niskanen tot een doelpunt. Tijdens deze wedstrijd hield Očenáš zijn kaarten op zak.

## Interlands
| Datum             | Plaats                   | Wedstrijd                  | Uitslag | Competitie           | Kreeg geel | Kreeg voor de tweede keer geel en dus rood | Weggestuurd |
| ----------------- | ------------------------ | -------------------------- | ------- | -------------------- | ---------- | ------------------------------------------ | ----------- |
| 7 oktober 2020    | Gdańsk, Polen            | Polen – Finland            | 5 – 1   | Vriendschappelijk    | 0          | 0                                          | 0           |
| 11 september 2023 | Riga, Letland            | Letland – Wales            | 0 – 2   | EK 2024 kwalificatie | 7          | 0                                          | 0           |
| 10 juni 2024      | Hradec Králové, Tsjechië | Tsjechië – Noord-Macedonië | 2 – 1   | Vriendschappelijk    | 3          | 0                                          | 0           |

Laatst bijgewerkt op 28 juni 2024.